# Danh sách đĩa nhạc của DIA
Danh sách đĩa nhạc của nhóm nhạc nữ Hàn Quốc DIA gồm 2 album phòng thu, 6 mini-album và 10 đĩa đơn.

## Album

### Album phòng thu
| Do It Amazing                                                          | - Ngôn ngữ: Tiếng Hàn - Phát hành: 20 tháng 10 năm 2015 - Nhãn đĩa: MBK Entertainment - Hình thức: CD, bản điện tử tải xuống | 11 | —   | - Hàn: 2,375+               |
| YOLO                                                                   | - Ngôn ngữ: Tiếng Hàn - Phát hành: 5 tháng 5,2017 - Nhãn đĩa: MBK Entertainment - Hình thức: CD,bản điện tử tải xuống        | 3  | 295 | - Hàn: 18,463+ - Nhật: 218+ |
| "—" chỉ ra các đĩa không xếp hạng hoặc không phát hành tại khu vực đó. | |    |     |                             |

### Mini-album
| Tên                                                                    | Chi tiết | Thứ hạng cao nhất | Doanh thu      |
| Tên                                                                    | Chi tiết | KOR               | Doanh thu      |
| ---------------------------------------------------------------------- | --- | ----------------- | -------------- |
| Happy Ending                                                           | - Ngôn ngữ: Tiếng Hàn - Phát hành: 14 tháng 6 năm 2016 - Nhãn đĩa: MBK Entertainment - Hình thức: CD, bản điện tử tải xuống | 7                 | - Hàn: 9,474+  |
| Spell                                                                  | - Ngôn ngữ: Tiếng Hàn - Phát hành: 13 tháng 9 năm 2016 - Nhãn đĩa: MBK Entertainment - Hình thức: CD, bản điện tử tải xuống | 4                 | - Hàn: 13,405+ |
| Love Generation                                                        | - Ngôn ngữ: Tiếng Hàn - Phát hành: 22 tháng 8 năm 2017 - Nhãn đĩa: MBK Entertainment - Hình thức: CD,bản điện tử tải xuống  | 7                 | - Hàn: 37,044+ |
| Summer Ade                                                             | - Ngôn ngữ: Tiếng Hàn - Phát hành: 9 tháng 8 năm 2018 - Nhãn đĩa: MBK Entertainment - Hình thức: CD,bản điện tử tải xuống   | 5                 | - Hàn: 12,394+ |
| NEWTRO                                                                 | - Ngôn ngữ: Tiếng Hàn - Phát hành: 19 tháng 3 năm 2019 - Nhãn đĩa: MBK Entertainment - Hình thức: CD,bản điện tử tải xuống  |                   |                |
| FLOWER 4 SEASONS                                                       | - Ngôn ngữ: Tiếng Hàn - Phát hành: 10 tháng 6 năm 2020 - Nhãn đĩa: Pocketdol Studio - Hình thức: CD,bản điện tử tải xuống   |                   |                |
| "—" chỉ ra các đĩa không xếp hạng hoặc không phát hành tại khu vực đó. | |                   |                |

## Singles
| Nhan đề                                      | Năm  | Thứ hạng | Doanh số        | Album            |
| Nhan đề                                      | Năm  | KOR      | Doanh số        | Album            |
| -------------------------------------------- | ---- | -------- | --------------- | ---------------- |
| "Somehow" (왠지)                             | 2015 | 152      | - KOR: 20,924+  | Do It Amazing    |
| "My Friend's Boyfriend" (내 친구의 남자친구) | 2015 | 288      | - KOR: 4,025+   | Do It Amazing    |
| "On the Road" (그 길에서)                    | 2016 | 48       | - KOR: 131,443+ | Happy Ending     |
| "Mr. Potter"                                 | 2016 | 103      | - KOR: 20,630+  | Spell            |
| ''Will you go out with me(나랑 사귈래)       | 2017 | 78       | - KOR: 23,192+  | YOLO             |
| ''Can't Stop''                               | 2017 | 89       | - KOR:22,918+   | Love Generation  |
| ''Good Night''                               | 2017 | —        | - KOR: TBA      | Love Generation  |
| ''Woo Woo''                                  | 2018 | —        | - KOR: TBA      | Summer Ade       |
| ''Woowa''                                    | 2019 | —        | - KOR: TBA      | Newtro           |
| "Hug U"                                      | 2020 |          |                 | Flower 4 Seasons |

## Danh sách video

### Video âm nhạc
| Năm  | Tên                                          | Album            | Notes                                          |
| ---- | -------------------------------------------- | ---------------- | ---------------------------------------------- |
| 2015 | "Somehow" (왠지)                             | Do It Amazing    | MBK Entertainment [Official]                   |
| 2015 | "Somehow" (왠지) Drama Ver.                  | Do It Amazing    | MBK Entertainment[Official]                    |
| 2015 | "I Wanna Listen to Music" (음악 들을래)      | Do It Amazing    | MBK Entertainment[Official]                    |
| 2015 | "Lean on Me (feat. Microdot)"                | Do It Amazing    | MBK Entertainment[Official]                    |
| 2015 | "My Friend's Boyfriend" (내 친구의 남자친구) | Do It Amazing    | MBK Entertainment[Official]                    |
| 2016 | "On The Road" (그 길에서)                    | Happy Ending     | MBK Entertainment[Official]                    |
| 2016 | "Mr. Potter"                                 | Spell            | MBK Entertainment[Official]                    |
| 2016 | "The Love" (#더럽)                           | Spell            | MBK Entertainment[Official]                    |
| 2017 | ''Will you go out with me''                  | YOLO             | - MBK Entertainment[Offical] - 1theK(원더케이) |
| 2017 | ''Can't Stop''                               | Love Generation  | MBK Entertainment                              |
| 2017 | ''Good Night''                               | Love Generation  | MBK Entertainment                              |
| 2018 | "Woo woo"                                    | Summer Ade       | MBK Entertainment                              |
| 2018 | "Blue day"                                   | Summer Ade       | MBK Entertainment                              |
| 2018 | "Take me"                                    | Summer Ade       | MBK Entertainment                              |
| 2018 | "Sweet dream"                                | Summer Ade       | MBK Entertainment                              |
| 2019 | "Woowa"                                      | Newtro           | MBK Entertainment                              |
| 2020 | "Hug U"                                      | Flower 4 Seasons | Poketdol Studio                                |

### Video góp mặt
| Năm  | Tên                                       | Artist                                   | Member(s)           | Notes                        |
| ---- | ----------------------------------------- | ---------------------------------------- | ------------------- | ---------------------------- |
| 2012 | "Message" (Jpn. Vers.)                    | MYNAME                                   | Eunice              | MYNAME [Official]            |
| 2013 | "We Are The Night"                        | MYNAME                                   | Eunice              | MYNAME [Official]            |
| 2013 | "Shirayuki"                               | MYNAME                                   | Eunice              | MYNAME [Official]            |
| 2014 | "Tell Me"                                 | The SeeYa                                | Seunghee            | MBK Entertainment [Official] |
| 2014 | "Again" (헤어졌다 만났다)                 | Davichi                                  | Seunghee            | MBK Entertainment [Official] |
| 2014 | "Little Apple"                            | T-ara                                    | Seunghee            | MBK Entertainment [Official] |
| 2015 | "Don't Forget Me" (나를 잊지 말아요)      | TS                                       | Seunghee            | MBK Entertainment [Official] |
| 2015 | "I'm Good" (편해졌어)                     | Elsie                                    | Chaeyeon            | MBK Entertainment [Official] |
| 2015 | "Pick Me"                                 | Produce 101                              | Heehyun và Chaeyeon | CJENMMUSIC [Official]        |
| 2016 | "Crush"                                   | I.O.I                                    | Chaeyeon            | CJENMMUSIC [Official]        |
| 2016 | "Dream Girls"                             | I.O.I                                    | Chaeyeon            | 1theK                        |
| 2016 | "Ulsanbawi" (울산바위)                    | M&D                                      | Chaeyeon            | SMTOWN [Official]            |
| 2016 | "Very Very Very" (너무너무너무)           | I.O.I                                    | Chaeyeon            | 1theK                        |
| 2016 | "Flower, Wind & You" (꽃, 바람 그리고 너) | I.O.I(Somi,Chaeyeon, Heehyun và Chungha) | Heehyun và Chaeyeon | MBK Entertainment [Official] |